# Vávra (Lišovský práh)
Vávra (526 m n. m.) je vrchol v Lišovském prahu. Nachází se zhruba kilometr jihovýchodně od vesnice Červený Újezdec v okrese České Budějovice.

## Mohylové pohřebiště
V těsné blízkosti vrcholu, na jeho východním svahu, se přibližně devadesát mohyl raně středověkého pohřebiště ze 7.−8. století. Pohřebiště je jedno z největších v Čechách. Kolem větších mohyl (část z nich je oválných či dokonce obdélných) lze pozorovat příkopy. Pět mohyl prozkoumal roku 1890 Adolf Lindner, ředitel českobudějovického muzea. V hrobech byly nalezeny zbytky popela, ohořelého dřeva, křesací kámen a zlomky hliněných nádob. Nálezy z hrobů jsou součástí stálé expozice Jihočeského muzea v Českých Budějovicích.